# Lou (film)
A Lou 2022-ben bemutatott amerikai bűnügyi akciófilm Anna Foerster rendezésében. A főszerepet Allison Janney, Jurnee Smollett, Logan Marshall-Green, Ridley Bateman és Matt Craven alakítja.
A filmet 2022. szeptember 23-án mutatta be a Netflix.

## Cselekmény
Egy rejtélyesen zárkózott nő csendes életet él az ő Jax nevű kutyájával. Egy alkalommal szembeszáll az elemekkel és a saját sötét múltjával, amikor egy vihar közben elrabolják a szomszédja kislányát.

## Szereplők
| Szerep        | Színész              | Magyar hang     |
| ------------- | -------------------- | --------------- |
| Lou Adell     | Allison Janney       | Molnár Zsuzsa   |
| Hannah Dawson | Jurnee Smollett      | Gáspár Kata     |
| Philip Dawson | Logan Marshall-Green | Makranczi Zalán |
| Vee Dawson    | Ridley Bateman       | Hegedűs Johanna |
| Rankin seriff | Matt Craven          | Végh Péter      |
| Chris         | Greyston Holt        | Fehér Tibor     |
| Tony          | Daniel Bernhardt     | Király Attila   |
| Gerry         | RJ Fetherstonhaugh   | Szatory Dávid   |

## A film készítése
A film forgatása hivatalosan 2021 júniusában kezdődött, és ugyanezen év augusztusában fejeződött be.
Allison Janney 2019-ben került a szereposztásba. 2021. április 28-án Jurnee Smollett leszerződött Janney mellé az egyik főszerepre. Mindketten vezető producerek is lettek.

## Megjelenés
A film 2022. szeptember 23-án jelent meg a Netflixen.